# Atelier d'architecture en montagne
L’Atelier d’architecture en montagne (AAM) est une agence d’architectes et d’urbanistes français constituée autour de Denys Pradelle à partir de 1946 à Chambéry, à l'origine de la réalisation de plusieurs stations de sports d'hiver dans les Alpes françaises, dans les Pyrénées et dans le reste du monde.

## Historique

### L’Atelier d’architecture de Courchevel
Avant de porter son nom, l’Atelier d’architecture en montagne est né à Courchevel de la rencontre en 1946 de Laurent Chappis et de Denys Pradelle, inspiré par Le Corbusier et l’école du Bauhaus,.
Courchevel est alors l’une des premières stations françaises de sport d’hiver de l’après-guerre, créée à l’initiative du conseil général de la Savoie sur la base d’un rapport préconisant d’équiper la Tarentaise pour la hisser au niveau des stations suisses et autrichiennes.
Né de l'association des deux architectes, l’Atelier d’architecture de Courchevel conçoit l’urbanisme et la majeure partie des bâtiments de la station jusque vers 1965. Édifiée sur un site vierge, contrairement aux stations d’avant-guerre, elle privilégie la mixité et l’équilibre entre habitations individuelles et petits collectifs, ainsi que la distinction entre hébergement et équipements dans des lieux et bâtiments appropriés. Son architecture, tout en employant à la fois le bois et le béton, est élaborée en dehors de toute référence à une architecture vernaculaire.
Par rapport aux stations de la première génération, nées pour la majorité dans l’entre-deux guerres et souvent développées à partir d’anciens villages, les stations du même type que Courchevel sont pensées dans leur ensemble autour de termes et de concepts. Avec l'architecte Jean-Marc Legrand, l’Atelier d’architecture à Courchevel fonde les principes de l’École de Courchevel qui propose un habitat contemporain adapté aux « situations insolites de citadins du XXe siècle en altitude ».

### Installation de l’AAM à Chambéry
Appelé par de nombreuses études d’urbanisme et notamment pour les stations des Alpes françaises, Laurent Chappis laisse à Pradelle et à ses associés Jean-Marc Legrand, Henri Mouette, Philippe Quinquet, Gaston Regairaz et Guy Rey-Millet le soin d’élaborer les différents projets d’architecture : chalets individuels, immeubles collectifs, hôtels, équipements qui formeront une station d’un nouveau type en France. 
En raison de la diminution du travail à effectuer à Courchevel et d’autre part par l’augmentation des projets éparpillés dans toute la Savoie et la Haute-Savoie, l’équipe, jusqu’ici dispersée, se regroupe à Chambéry à partir de 1956.
L’atelier prend alors le nom d’Atelier d’architecture en montagne (AAM). Il fonctionne comme une association d’architecte régie par une société civile professionnelle d’architecture, au sein de laquelle chaque architecte est indépendant des autres et assume l’entière responsabilité de ses projets.
Sans être réellement spécialisé, chaque architecte de l’Atelier aura donc ses programmes de prédilection, ce qui permettra à l’AAM d’être présent sur tous les types de réalisations : programmes immobiliers, équipements publics et scolaires, habitat individuel et stations d’altitude. 
Les collectivités publiques sont représentées à part égale avec les investisseurs privés dans la clientèle de l’Atelier. Les échelles et l’ampleur des budgets et des chantiers sont multiples.

### Retrait de Denys Pradelle de l'AAM
En 1970, Denys Pradelle crée au sein de l’AAM une nouvelle structure dévolue plus particulièrement aux questions d’urbanisme : l’Atelier d’urbanisme en montagne (AUM). Cette structure sera transformée plus tard en un groupement d’urbanistes : l’Atelier savoyard d’urbanisme (ASU). 
Cette douzaine d’architectes et urbanistes, dont fait partie Laurent Chappis revenu d’Italie, mène une réflexion en collaboration avec les collectivités locales. Une centaine de plans d’urbanisme communaux et de nombreuses études générale d’urbanisation à l’échelle du département seront menées. 
En 1975, le conseil général présidé par Louis Besson fonde l’Agence savoyarde d’aide au département et aux collectivités locales, qui reprend les missions et l’effectif de l’ASU.

## Approche
Confrontée aux grands programmes touristiques de montagne, développés en France à partir de 1960, l’équipe de l’AAM cherchera à concilier le respect de la nature à travers la prise en compte du contexte géographique et paysager et la fonctionnalité des réalisations, par une approche adaptée aux sites.
Nourrie de la lecture de la charte d’Athènes, ses réalisations se caractérisent par une architecture moderne, conçue pour se fondre dans le paysage : en faisant usage notamment de toits monopentes vers le nord avec larges ouvertures sur la montagne et grand balcon au sud.
Ces stations de la troisième génération seront ainsi qualifiées « d’intégrées ». Pensé de manière globale, ce nouveau type de station nécessite un préalable incontournable : la maîtrise du foncier, comme aux Arcs, où une société d’économie mixte verra le jour pour administrer le site.

## Membres
- Henri Mouette
- Gaston Regairaz
- Philippe Quinquet
- Guy Rey-Millet
- Alain Bardet
- Jean-Gustave Orth

L’Atelier s’entoure également de nombreuses collaborations, contribuant à un dépassement dans leur travail, notamment avec les architectes Charlotte Perriand, Jean Prouvé, Vladimir Couprianoff et les artistes Vera et Pierre Székely.

## Réalisations

### En France
- Courchevel 1850,  Inscrit MH (1998)[6],[7],[8].
- Les Arcs,  Inscrit MH (2006)[9].
- Les Karellis.
- Val-Louron, dans les Pyrénées.
- Parc de la Vannoise.

### Dans le reste du monde
La réputation de l’AAM dans le domaine de la construction en montagne la conduit à mener des missions à l’étranger (Espagne, Bulgarie, Italie, Chili) et à faire partager son expérience en participant à l’enseignement de l’architecture et de l’urbanisme.